# Grayenulla waldockae
Grayenulla waldockae är en spindelart som beskrevs av Zabka 1992. Grayenulla waldockae ingår i släktet Grayenulla och familjen hoppspindlar. Inga underarter finns listade i Catalogue of Life.